# Osmunda regalis

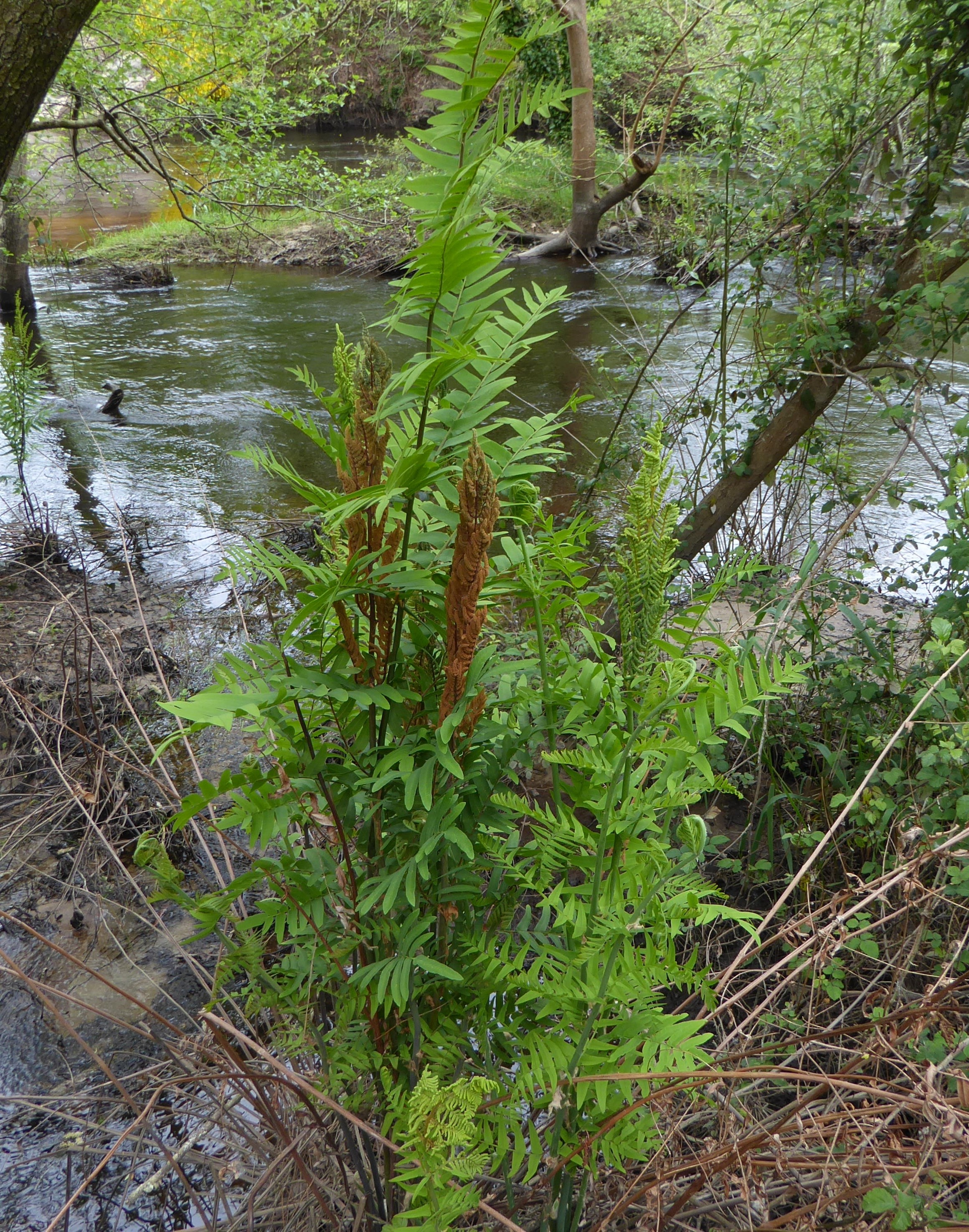
O. regalis com frondes férteis maduras.

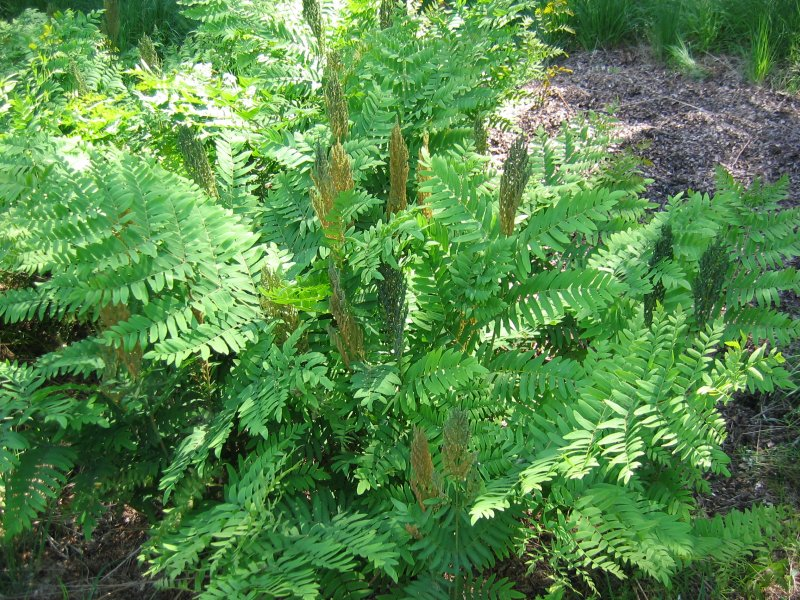
Hábito da planta.

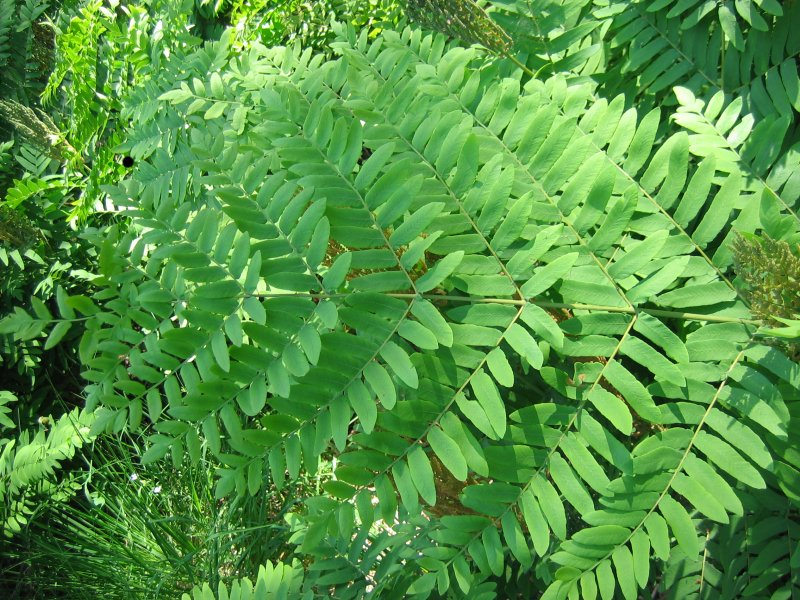
Frondes estéreis de feto-real.

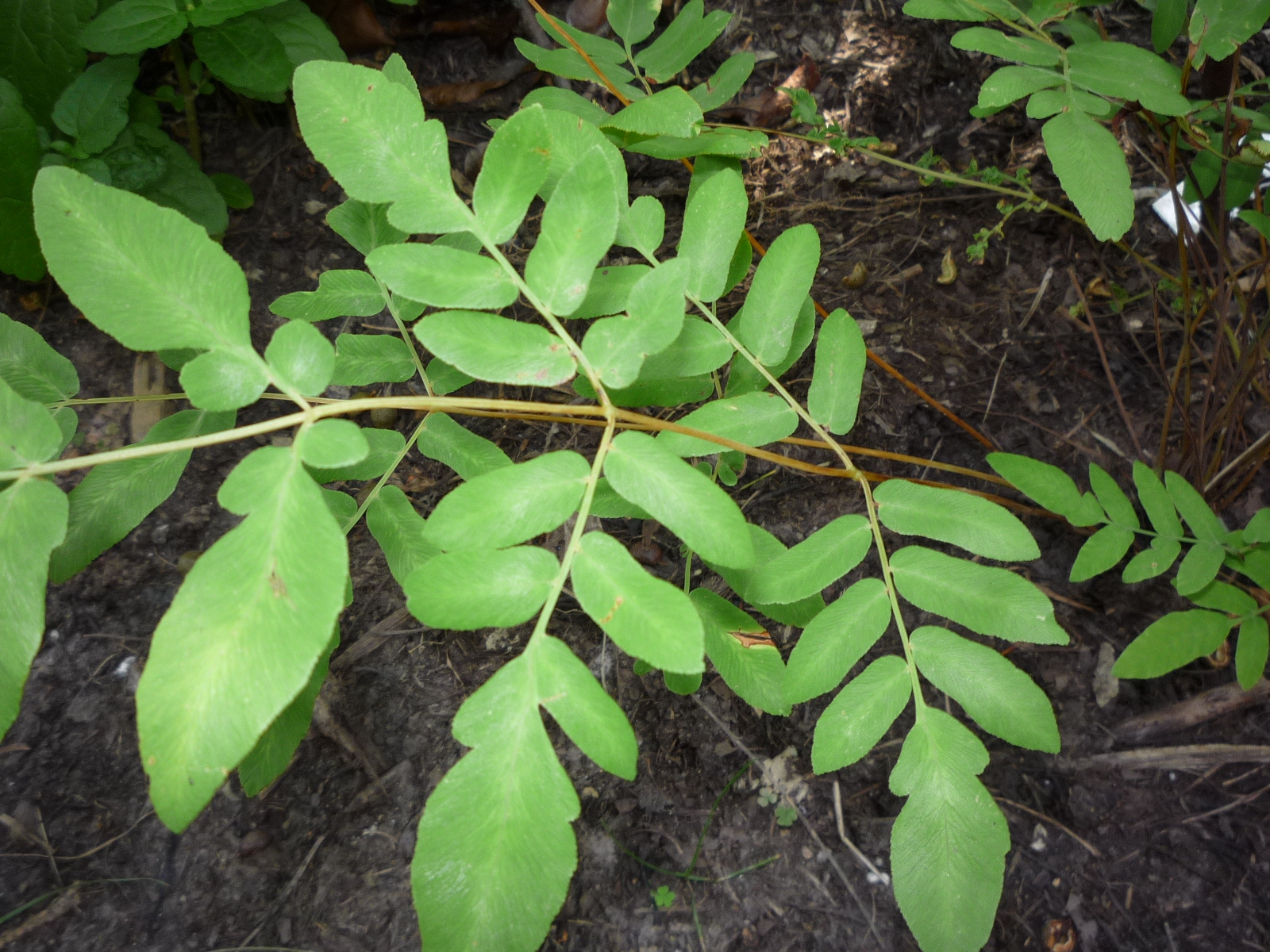
Grande plano de uma fronde estéril.

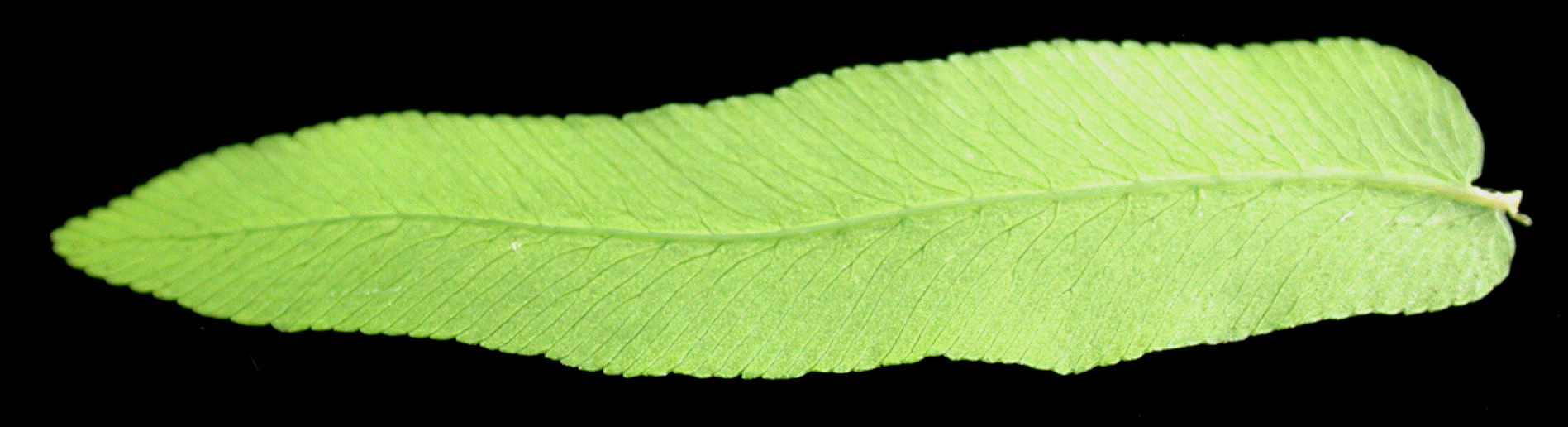
Pínula de uma fronde estéril com nervuras proeminentes e ramificadas.

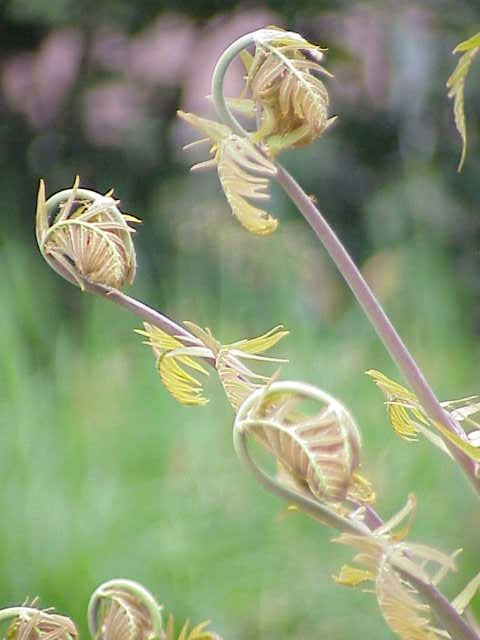
Frondes juvenis exibindo vernação circinada.

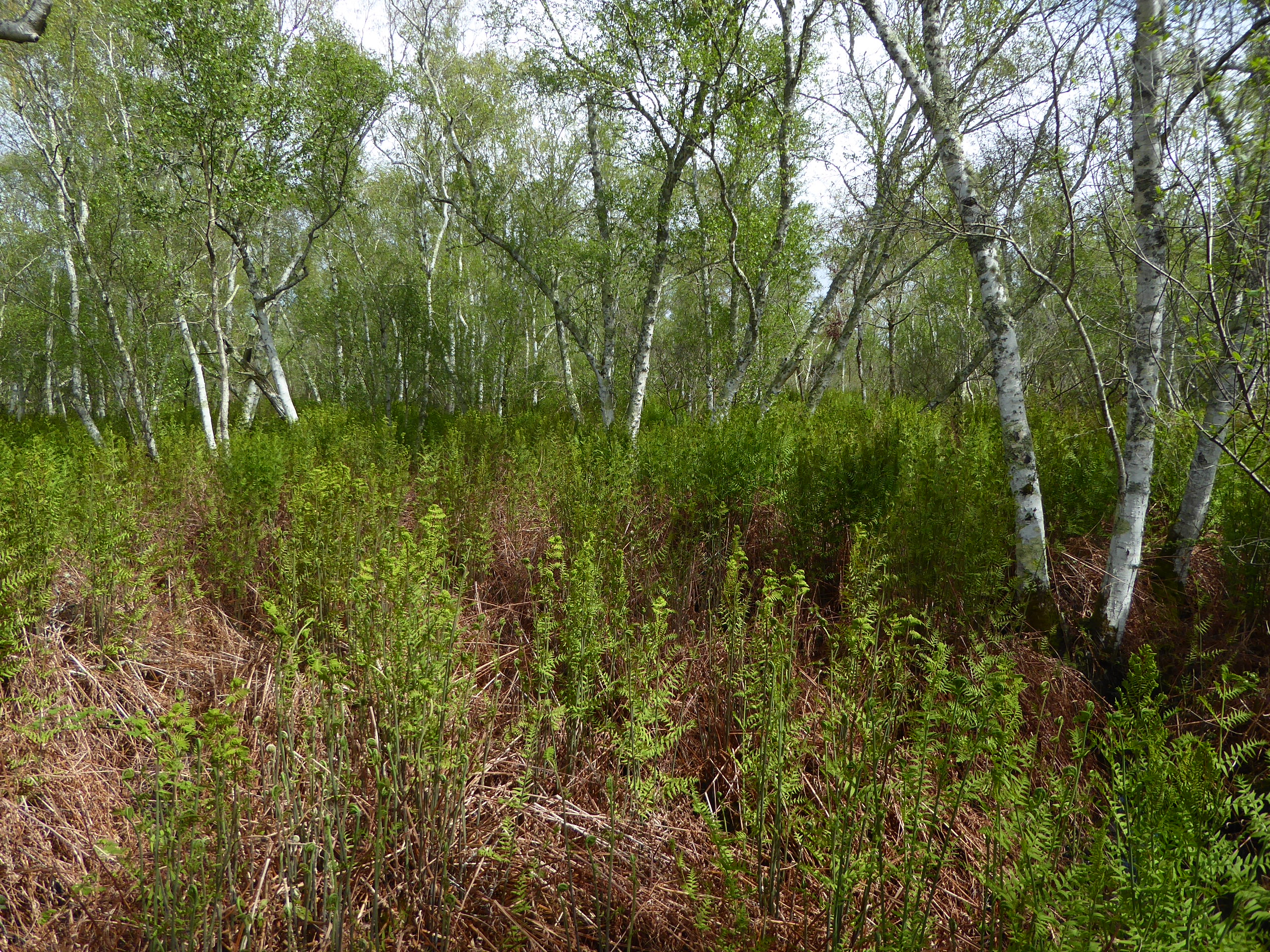
Colónia clonal de O. regalis num pântano (Lagune de Contaut, Hourtin, França).

Osmunda regalis é uma espécie de plantas herbáceas, perenes, decíduas, do grupo das pteridófitas, pertencente à família Osmundaceae, conhecida pelo nome comum de feto-real. A espécie tem distribuição natural na Europa, África e Ásia, ocorrendo em pântanos e nas margens dos cursos de água. A espécie é por vezes conhecida como feto florido devido ao aspeto das suas frondes férteis que quando maturas parecem um espigo.

## Descrição

### Morfologia
Osmunda regalis é uma planta herbácea perene, caducifólia, de grandes dimensões, do tipo fisionómico hemicriptófito (do sistema de Raunkiær), com um rizoma grosso, recoberto pelos restos dos pecíolos, com rizoma ascendente robusto que, ao longo de muitos anos, constrói uma base lenhosa, semelhante a um tronco, coberta por raízes entrelaçadas, com 1 m ou mais de altura, formando poderosas massas radiculares.
As frondes, com longos pecíolos, nascem diretamente do rizoma e são grandes, tipicamente até 120 cm, mas excecionalmente até 400 cm de comprimento e 30-40 cm de largura. Cada fronde é bipinada, com 5-9 pares de pinas até 30 cm de comprimento, cada pina com 7-13 pares de pínulas com 2,5-6,5 cm de comprimento e 1-2 cm de largura. Apresentam acentuada dimorfia, produzindo separadamente dois tipos de frondes heteromorfas fascículadas de crescimento anual: as fertéis e as estéreis. As estéreis atingem tipicamente 60-160 cm de altura e 30-40 cm de largura. As frondes férteis são erectas e mais curtas, medindo entre 20 a 50 cm de altura. Muitas das frondes têm uma porção fértil terminal, onde a lâmina é reduzida quase até à nervura central e densamente coberta com esporângios castanhos.
As lâminas foliares têm um formato oblongo-lanceolado.As pínulas têm formatos oblongo-lanceolados. As pínulas estéreis medem até 5x1,5 cm, ao passo que as férteis medem cerca de 12x3 mm. As pínulas férteis são verde-pálidas, tornando-se castanhas com a maturação. As frondes juvenis exibem vernação circinada.
Os esporângios, subglobosos, curtamente pediculados, ocorrem dispostos em forma de panícula na parte superior das frondes.
As frondes são inicialmente cobertas de tricomas castanho-dourados que desaparecem rapidamente, deixando uma superfície lisa e verde-pálida na face superior das lãminas foliares. As nervuras são proeminentes em ambas as superfícies foliares. A folhagem adquire um tom vermelho-acastanhado no Outono.
Os esporos são verdes e globosos. Na fase de gametófito, o protalo é uma planta pequena, verde e carnuda, com apenas alguns milímetros de tamanho.

### Ecologia e distribuição natural
Ecologia
A espécie é uma planta ripícola e higrófita, ou seja, privilegia as orlas dos cursos de água e o sotobosque de áreas ribeirinhas ou em barrocas. Medra em zonas húmidas e umbrias, em solos tendencialmente mais ácidos.
Ocorre também frequentemente em turfeiras florestadas, ravinas e taludes, bem como em falésias costeiras. Embora possa ocorrer abaixo dos 100 metros de altitude, é geralmente encontrada entre os 500 e os 1000 metros de altitude. Em muitas zonas, a espécie O. regalis tornou-se rara devido à drenagem das zonas húmidas para ocupação agrícola.
Distribuição natural
A área de distribuição natural do feto-real estende-se por toda a Europa e Norte de África (da Noruega para sul até à Argélia, incluindo a Macaronésia) e ainda no Médio Oriente até ao Irão e Índia, ocorrendo em regiões de clima subtropical e temperado. Está listada como naturalizada na Nova Zelândia. A sua presença na América do Norte é disputada com base na incerteza taxonómica sobre se Osmunda spectabilis deve ou não ser considerada uma espécie separada.
A espécie é nativa na Península Ibérica, incluido o território português, e nos arquipélagos dos Açores e da Madeira. Em Portugal continental, as maiores populações ocorrem nas zonas do Noroeste, sendo certo que também algumas populações mais modestas dispersas pelas regiões do Centro e da Estremadura. Há uma população significativa no barlavento Algarvio, ao passo que o interior alentejano e o interior algarvio têm muito poucas comunidades desta espécie. No arquipélago dos Açores, embora esta espécie marque presença em todas as ilhas, é rara em Santa Maria e muito rara na Graciosa, sendo, por contraste, extremamente comum na ilha das Flores.

## Taxonomia e evolução

### Nomenclatura
O nome genérico Osmunda tem etimologia incerta, deriva possivelmente de Osmunder, um nome saxónico para o deus Thor, ou do nome do chefe anglo-saxónico Osmund, rei do Sussex no século VIII.
O epíteto específico, regalis, provém do étimo latino rēgālis, que significa «real», que também deu origem ao nome comum «feto-real», que poderá resultar de este ser ser um dos maiores e mais imponentes fetos europeus. O nome foi qualificado como «feto-real-do-velho-mundo» nalguma literatura americana para o distinguir do feto-real-americano, que lhe está intimamente ligado, a espécie O. spectabilis. No entanto, esta terminologia não se encontra na literatura internacional.
Para além de feto-real, nome mais comum, a espécie é ainda conhecida em Portugal pelos seguintes nomes comuns: afentos, fento-real, fento-de-flor e osmonda  ou osmunda (não confundir com as demais espécies do género Osmunda que também são conhecidas por estes dois últimos nomes comuns).

### Espécie similares e variedades
Existem três espécies muito semelhantes: Osmunda spectabilis, Osmunda lancea e Osmunda japonica.  Análises genéticas recentes (Metzgar et al., 2008) mostraram que as variedades do Novo Mundo estão num clado que é o grupo irmão das variedades do Velho Mundo de Osmunda regalis.  Se isso for, então O. lancea e O. japonica devem ser consideradas como variedades de O. regalis, ou, inversamente, O. regalis var. spectabilis deve ser considerada como uma espécie separada, Osmunda spectabilis Willdenow.  A variedade brasiliensis seria então Osmunda spectabilis Willdenow var. brasiliensis Hooker & Greville.
Tendo em conta as incerteza taxonómicas atrás apontadas, podem ser consideradas três a quatro variedades, como tradicionalmente se entende, dependendo o seu número da circunscrição taxonómica usada para a espécie (com exclusão ou inclusão das populações americanas):
- Osmunda regalis sensu stricto (só populações euro-asiáticas e norte-africanas)
  - Osmunda regalis var. regalis — Europa, norte da África, sudoeste da Ásia, com frondes estéreis até 1,6 m de altura;[25][26]
  - Osmunda regalis var. panigrahiana R.D.Dixit — sul da Ásia (Irão e Índia).[25][26]
- Osmunda regalis sensu lato (quando se considera que a espécie americana Osmunda spectabilis não ser considerada uma espécie separada)
  - Osmunda regalis var. brasiliensis (Hook. & Grev.) Pic.Serm. — regiões tropicais do centro e sul do continente americano; tratada como  sinónimo da var. spectabilis  por alguns autores;[25][26]
  - Osmunda regalis var. spectabilis (Willd.) A.Gray — leste da América do Norte, com frondes estéreis de até 1 m de altura.[25][26] Agora geralmente considerada como um táxon separado, a espécie Osmunda spectabilis.

### Evolução
Os fósseis mais antigos conhecidos de Osmunda datam do Paleoceno, Osmunda provavelmente deriva de espécies fósseis atualmente atribuídas a Claytosmunda.

## Etnobotânica

### Cultivo
A Osmunda regalis é amplamente cultivada nas regiões temperadas. A espécie e a cultivar 'Cristata' chegaram ambos, inclusive, a ganhar o galardão Award of Garden Merit da Royal Horticultural Society britânica.
O feto-real deve ser plantado em solos húmidos com baixo pH (solos ácidos). Convivem bem com outras plantas higrófilas como a Rodgersia e a Gunnera. No entanto, tolera uma larga variedade de condições edafoclimáticas.

### Usos
A raiz, na senda do que também acontece com as raizes das demais espécies do género Osmunda, são usadas para produzir fibra de osmunda, que por sua vez serve como substrato de crescimento de orquídeas e outras plantas epifítas.
Rebentos de feto-real temperados é um prato tradicional de namul (em coreano:  나물) muito apreciado na gastronomia da Coreia. Os rebentos da planta são comestíveis, a par dos de outras variedades de fetos, ostentando um travo similar ao dos espargos. Os rebentos exibindo vernação circinada são uma apreciada iguaria, sendo comercailizados como rebentos de feto ou com a designação anglófona de fiddleheads.

### Folclore
A esta planta foram, ao longo dos séculos, atribuídas propriedades mágicas em diferentes mitologias e folclores europeus. Na sua versão mais comum, como é o caso português, está ligada à mística do solstício de Verão, a noite de S. João, e aos poderes devinatórios que ocorrem nessa noite. Na mitologia eslava, as crenças são similares, mas envolvem Perun, o deus do raio e da tempestade do paganismo eslavo, e os seus poderes mágicos.
Folclore português
Na crença popular portuguesa sustentava-se que, na noite de S. João, pouco antes da meia-noite, o feto real brota uma flor vermelha e escura, que ilumina tudo o que estiver em redor. À meia-noite, essa flor liberta uma semente invisível, que confere uma infinidade de virtudes mágicas ao seu detentor, entre as quais: obter conhecimento a respeito do que quiser; ter força mágica para derrotar demónios; desenvolver uma espécie de magnetismo carismático, capaz de atrair as pessoas que se deseje ou de produzir encontros fortuitos com quem se queira, e de convencer a pessoa atraída a aceder às vontades do detentor da semente mágica. Contudo, a apanha da semente mágica seria difícil e perigosa, porque existiriam entidades maléficas (como o diabo, bruxas e almas penadas) que também quereriam apanhar a semente encantada, sendo necessário vencê-las para a obter.
A tradição popular prescreve que, para ter sucesso na apanha da semente, é preciso, aquando da meia-noite, colocar sob o feto um lenço, guardanapo, pano ou toalha, para onde a semente invisível possa cair, sem se perder, pois se cair ao chão nunca mais se volta a encontrar. Para que o diabo não interfira com o processo, a tradição popular aconselhava a que se desenhasse um signo saimão no chão, englobando o espaço ocupado pela planta e pelo aventureiro, porquanto o Diabo era incapaz de entrar nesse espaço. Nas palavras do etnólogo Francisco Adolfo Coelho: «Na noite de S. João, segundo a crença popular, o ‘feto real’ larga a flor à meia-noite. É costume estender-se um lenço por baixo da planta para a flor, que tem grandes virtudes, cair nele. Mas é muito difícil depois ir buscar o lenço, por causa das bruxas que o não consentem. No entretanto se lá se pode chegar, apanha-se a flor, mete-se dentro de um canudo de lata, e quando se quer saber alguma coisa, vai-se ao canudo porque se sabe logo.»
Mitologia eslava
De acordo com a mitologia eslava, o feto-real estaria ligado a Perun, sendo por isso denominado flor-de-Perun, estava imbuído dos mais variaados poderes mágicos, entre os quais dar ao seu detentor a força para derrotar demónios; concretizar desejos; desvendar segredos; e permitir comunicar com as árvores e as plantas.
Sem embargo, para que se pudesse colher as «flores de Perun» era necessário triunfar numa provação difícil e medonha. As tradições mais recuadas no tempo indicavam que a flor só poderia ser colhida por ocasião da noite de kupala (coincidente com a véspera de São João). Ulteriormente, no rescaldo da cristianização dos povos eslavos, a data foi alterada por forma a coincidir com a véspera da Páscoa. De qualquer forma, a pessoa que queira colher as flores de Perun deve permanecer dentro de um círculo desenhado à volta da planta e resistir às provocações ou ameaças dos demónios, que também cobiçavam a flor.